# Flux of Pink Indians
Flux of Pink Indians (kurz FOPI, später auch Flux) war eine britische Punkband, die von 1980 bis 1987 existierte. Die Gruppe vertrat in ihren Songs oft anarchistische Ansichten.

## Geschichte
Die Band wurde 1980 von Colin Latter (Gesang), Derek Birkett (Bass), Andy Smith (Gitarre), Neil Puncher (Gitarre) und Sid Ation (Schlagzeug), den verbliebenen Mitgliedern der Gruppe Epileptics, gegründet. 1981 wurde die Band von Crass Records unter Vertrag genommen, im selben Jahr veröffentlichten Flux of Pink Indians ihre Debüt-EP Neu Smell.
Ation verließ die Gruppe bald wieder, um sich auf die Arbeit mit seiner zweiten Band, Rubella Ballet, zu konzentrieren. Er wurde von Dave „Bambi“ Ellesmere, dem ehemaligen Schlagzeuger von Discharge, ersetzt. Zur selben Zeit verließ auch Gitarrist Andy Smith Flux of Pink Indians, als Ersatz fungierte Simon Middlehurst. Schon nach kurzer Zeit verließen Ellesmere und Middlehurst die Gruppe jedoch wieder, zugunsten von The Insane. Während FOPI nach Ersatz für Ellesmere und Middlehurst suchten, verließ auch Neil Puncher die Band, die einzigen verbliebenen Gründungsmitglieder waren somit Sänger Colin Latter und Bassist Derek Birkett. Das nächste und langfristigste Line-up der Gruppe wurde mit der Aufnahme von Gitarrist Kevin Hunter und Schlagzeuger Martin Wilson, ehemaligen Mitgliedern der Bands Darlex und Epileptics.

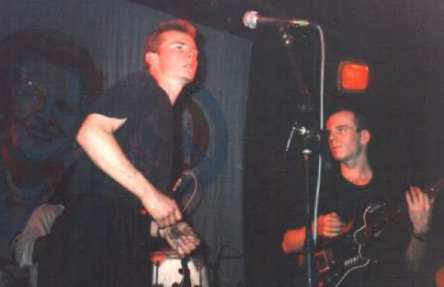
Flux of Pink Indians 1986

Das Debütalbum der Gruppe, Strive to Survive Causing the Least Suffering Possible, wurde 1983 auf dem bandeigenen Label Spiderleg Records veröffentlicht. Das zweite Album, The Fucking Cunts Treat Us Like Pricks, erschien 1984. Das Artwork zu letzterem Album wurde von Andy Palmer, dem Gitarristen von Crass, gestaltet. Die Einzelhandelskette HMV verbannte das Album aus den Läden, die Polizei von Manchester beschlagnahmte Kopien, da der Band die Verbreitung obszönen Materials vorgeworfen wurde.
1985 veröffentlichte FOPI ihre zweite EP, Taking a Liberty. 1986 verkürzten sie ihren Namen zu Flux und veröffentlichten ihr drittes Studioalbum Uncarved Block, das auf dem neugegründeten Label One Little Indian Records erschien. Als Produzent fungierte der hauptsächlich im Dub-Genre tätige Adrian Sherwood. Ein Jahr später löste sich die Band auf.
Im Jahr 2007 fanden Flux of Pink Indians noch einmal zusammen, um zusammen mit dem Crass-Sänger Steve Ignorant ein Konzert im Shepherds Bush Empire zu spielen. Das Lineup für diesen Auftritt bestand aus Colin Latter (Sänger), Kevin Hunter (Gitarre), Martin Wilson (Schlagzeug) und dem Ex-Decadence Within-Bassisten Ian Glasper. Aufgrund des Erfolges des Auftrittes entschied die Band 2008, drei weitere Konzerte in Bradford, Dijon und London zu geben.

## Diskografie

### Als Flux of Pink Indians
- Neu Smell EP (1981)
- Strive to Survive Causing the Least Suffering Possible (1983, 1987 auf One Little Indian Records wiederveröffentlicht)
- The Fucking Cunts Treat Us Like Pricks (1984, 1987 auf One Little Indian Records wiederveröffentlicht)
- LiveStatement (2002)
- Fits and Starts (2003)

### Als Flux
- Taking a Liberty EP (1985)
- Neu Smell EP (Wiederveröffentlichung) (1987)
- Uncarved Block (1987)
- Vision (1987)
- Not So Brave (1997)